# Ecser
Ecser (sona com ètxer) és un poble d'Hongria al comtat de Pest al sud-est de Budapest, a prop de l'aeroport internacional de Ferihegy. Té 3.471 habitants (2007) en 13,1 km² i una densitat de 248,05 h/km².

## Viles agermanades
- Zlaté Klasy, Eslovàquia